# Pak Jong-il
Pak Jong-il (hanča: 朴容日, hangul: 박용일; 1966 Severní Korea – 19. září 2022) byl severokorejský politik, od 28. srpna 2019 předseda ústředního výboru Sociálně demokratické strany Koreje a viceprezident prezidia Nejvyššího lidového shromáždění.

## Životopis
Pak Jong-il se narodil roku 1966 v Severní Koreji. Místo jeho narození či přesné datum není známé. Navštěvoval Kim Ir-senovu univerzitu.
Poté, co pracoval jako poradce sekretariátu Výboru pro mírové znovusjednocení vlasti, se v roce 2002 stal poradcem Korejského mírového výboru pro Asii a Tichomoří. V roce 2008 se zúčastnil rozhovorů na ministerské úrovni sever-jih jako radní Korejského mírového výboru pro Asii a Tichomoří.
V srpnu 2006 se stal členem ústředního výboru Korejského červeného kříže a zúčastnil se jako zástupce KLDR jednání Korejského červeného kříže. Zde diskutoval s dalšími představiteli o problematice odloučených rodin a obnovení cestovního ruchu v oblasti Diamantových hor.
V březnu 2018 se Pak Jong-il stal členem výboru pro mírové znovusjednocení vlasti a následně i jeho místopředsedou. 28. srpna 2019 nahradil Kim Jong-daeho na pozici předsedy ústředního výboru Sociálně demokratické strany Koreje a viceprezidenta prezidia Nejvyššího lidového shromáždění.